# Relaciones México-Perú
Los Estados Unidos Mexicanos y la República del Perú establecieron relaciones en el ámbito diplomático, económico, comercial, político, cultural, migratorio entre otros, desde el 23 de enero de 1823. Ambas naciones son miembros de la Alianza del Pacífico (AP), de la Asociación Latinoamericana de Integración (ALADI), de la Comunidad de Estados Latinoamericanos y Caribeños (CELAC), de las Naciones Unidas (ONU) y de la Organización de los Estados Americanos (OEA).

## Historia de las relaciones diplomáticas
Históricamente, ambos territorios albergaron culturas e imperios originarios como el Imperio azteca, la cultura maya y la cultura olmeca en México y el Imperio inca, el reino chimú, el Imperio huari, la cultura mochica, la cultura chavín y la civilización caral en el Perú. 
Durante la colonización, ambos territorios fueron parte del Imperio español hasta principios del siglo XIX. México fue parte del Virreinato de Nueva España mientras Perú pertenecía al Virreinato del Perú. De acuerdo con Pierre Chaunu, durante el siglo XVI la relación económica establecida entre México y Perú, era la propia de una metrópolis hacia una colonia.

### Relaciones diplomáticas durante elsigloXIX
Las relaciones diplomáticas entre ambos países fueron establecidas en 1823, dos años después de que Perú se independizara de España. El primer representante del Perú en México fue José de Morales y Ugalde, ministro plenipotenciario y enviado extraordinario, siendo solemnemente recibido en la corte de Agustín de Iturbide, primer emperador de México, el 23 de enero de 1823. El 16 de noviembre de 1832, los dos países suscriben un Tratado de Amistad, Comercio y Navegación, el cual establece la “Perpetua Amistad” entre México y Perú, con base en su origen, idioma y costumbres.
A consecuencia de la intervención francesa en México, el Gobierno de Perú dirige en noviembre de 1861 una nota a sus Agentes Diplomáticos en Francia e Inglaterra instruyéndolos para que ante las Cortes respectivas presenten la protesta de Perú por su intromisión en la vida interna de México. Al mismo tiempo, la Cancillería del Perú dirigió una circular a los gobiernos de América pronunciándose a favor de México y demandando que los demás países americanos “adoptaran una política que significara para Europa, la unión moral de la América Independiente”.
Ramón Castilla, presidente del Perú, decidió a México una misión diplomática para que ofreciera y llevara la ayuda del Perú. El 21 de noviembre de 1861 nombró como jefe de esta misión a Manuel Nicolás Corpancho en calidad de Encargado de Negocios y Cónsul General del Perú en México. Corpancho fue recibido oficialmente por el gobierno mexicano de Benito Juárez el 16 de marzo de 1862, en la ceremonia de acreditación. Gestionó la admisión de México al Tratado Continental que en Santiago de Chile habían suscrito en 1856 el Perú, Chile y Ecuador, el mismo que contemplaba la ayuda mutua en caso de que uno de los países miembros sufriera agresiones de países extranjeros y ajenos al mundo hispanoamericano, léase europeos. Puso a disposición del ejército mexicano un grupo de oficiales para luchar contra la invasión francesa.
La Sociedad de los Defensores de la Independencia Americana de Lima creada en 1862, promovió una colecta continental a favor de los soldados mexicanos heridos en la guerra contra Francia. En reconocimiento, la Junta Patriótica de la Ciudad de México declaró al presidente Ramón Castilla su presidente honorario.
Tras el establecimiento de la Regencia del Imperio Mexicano, que gobernó hasta la llegada de Maximiliano I a México, Corpancho albergó a los partidarios de Benito Juárez que eran perseguidos. Para tales fines, alquiló cuatro viviendas en la Ciudad de México y sus alrededores en las que hizo flamear la bandera peruana, rehusándose a izar la bandera mexicana con el águila imperial. Intermedió a favor del gobierno de Juárez, instalado en San Luis de Potosí, y asistió a las reuniones de la Sociedad de Geografía e Historia que propulsaba la resistencia.
El gobierno de la Regencia del Imperio Mexicano, en nota al canciller Ribeyro le informó que había ordenado expedir pasaportes a Corpancho y a los miembros de su legación para que abandonaran, en el término de tres días, el territorio mexicano. Corpancho se embarcó en Veracruz el día 9 de septiembre en el vapor español México, rumbo a La Habana, con la intención de unirse luego al gobierno de Benito Juárez. Pero la nave en que viajaba, faltando solo un día para llegar a su destino, fue consumida por un incendio en el golfo de México, el día 13 de dicho mes y no se salvaron sino una mínima parte de la tripulación y alguno que otro pasajero de proa.

### Relaciones diplomáticas durante elsigloXX
En octubre de 1892, México abrió su primer consulado en Lima, nombrando al señor Pedro A. Helguero como Titular. Posteriormente el Gobierno de México eleva a categoría de Embajada su representación en Lima el 14 de junio de 1937.
En 1960, el presidente mexicano Adolfo López Mateos fue el primer funcionario mexicano de más alto rango en visitar Perú y de ahí le siguió el presidente Luis Echeverría Álvarez en 1974. Sin embargo, hasta los años 1990 fue que los presidentes peruanos Alan García y Alberto Fujimori hicieron visitas oficiales a México. Desde entonces, ha habido visitas oficiales de forma frecuente por parte de ambas naciones.

### Relaciones diplomáticas durante elsigloXXI
En 2012, ambas naciones se convirtieron en fundadores de la Alianza del Pacífico (junto con Colombia y Chile). En julio de 2016, el presidente mexicano Enrique Peña Nieto asistió a la inauguración del presidente peruano Pedro Pablo Kuczynski. En diciembre de 2018, el presidente peruano Martín Vizcarra asistió a la toma de posesión del presidente mexicano Andrés Manuel López Obrador.
En 2022, el Gobierno del Perú declara persona non grata al embajador de México en el Perú, Pablo Monroy; tras haber otorgado asilo político en México a la familia de Pedro Castillo. El 24 de febrero de 2023, la presidenta peruana Dina Boluarte decidió retirar al embajador del Perú en México manera definitiva. En mayo de 2023, el presidente mexicano Andrés Manuel López Obrador es declarado persona non grata por el Congreso del Perú por "inaceptables declaraciones" del presidente de México porque “constituyen una violación del principio de no injerencia en los asuntos que son de la jurisdicción interna de otro Estado”. Además, el presidente mexicano se ha negado a entregarle a Perú la presidencia de la Alianza del Pacífico debido a la crisis que derivó en la salida de presidente Pedro Castillo del poder, sin embargo, la presidencia pasó a Boluarte por parte del presidente chileno Gabriel Boric en 2023.
En 2024, el Gobierno mexicano anunció la exigencia de visa de turismo a los peruanos a partir del 20 de abril. La medida fue postergada para el 6 de mayo de 2024.
El gobierno peruano no fue invitado a la toma de posesión de la presidenta mexicana Claudia Sheinbaum. La presidenta Claudia Sheinbaum no asistió a la cumbre APEC Perú 2024 celebrada en Lima en noviembre de 2024. El 20 de febrero de 2025, la presidenta Sheinbaum recibió en Palacio Nacional a Guido Croxatto, abogado del vacado expresidente peruano Pedro Castillo. Ante lo mencionado, al día siguiente, el Gobierno de Perú emitió un comunicado de protesta indicando que rechazaba las declaraciones de Claudia Sheinbaum porque estaba violentando el Principio de No intervención, irrespetando el Estado de Derecho e incumpliendo la propia doctrina Estrada.

## Visitas de alto nivel

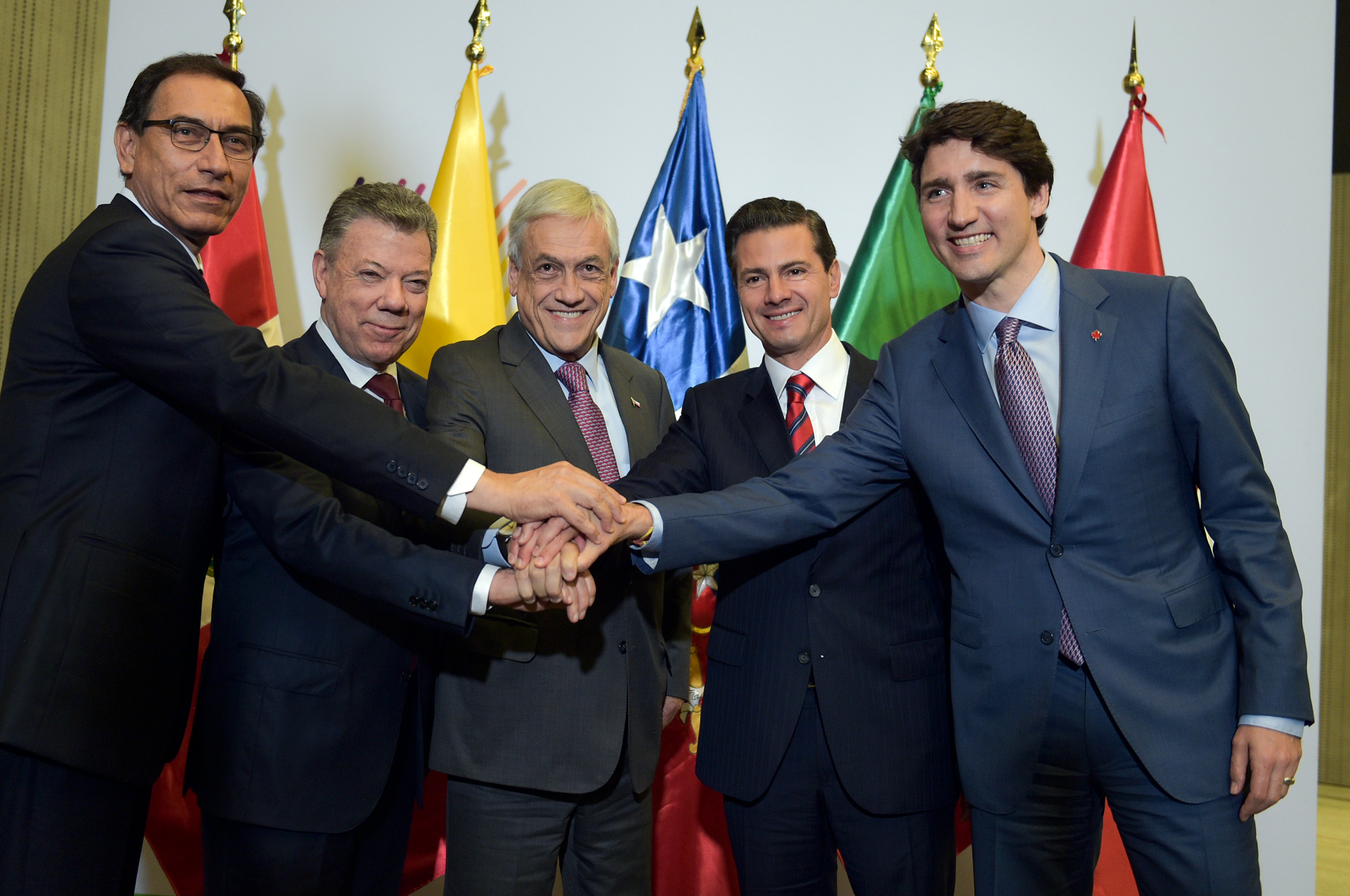
El presidente peruano Martín Vizcarra y el presidente mexicano Enrique Peña Nieto en la VIII Cumbre de las Américas en Lima, Perú; abril 2018.

Visitas presidenciales de México al Perú
- Presidente Adolfo López Mateos (1960)
- Presidente Luis Echeverría Álvarez (1974)
- Presidente Carlos Salinas de Gortari (1989)
- Presidente Vicente Fox (2001, 2003, 2004)
- Presidente Felipe Calderón (2008, 2011)
- Presidente Enrique Peña Nieto (2013, 2015, julio y noviembre de 2016, 2018)

Visitas presidenciales del Perú a México
- Presidente Alan García (1985, 1987)
- Presidente Alberto Fujimori (1991, 1996)
- Presidente Alejandro Toledo (2002)
- Presidente Ollanta Humala (2011, junio y diciembre de 2014)
- Presidente Martín Vizcarra (julio y diciembre de 2018)
- Presidente Pedro Castillo (2021)

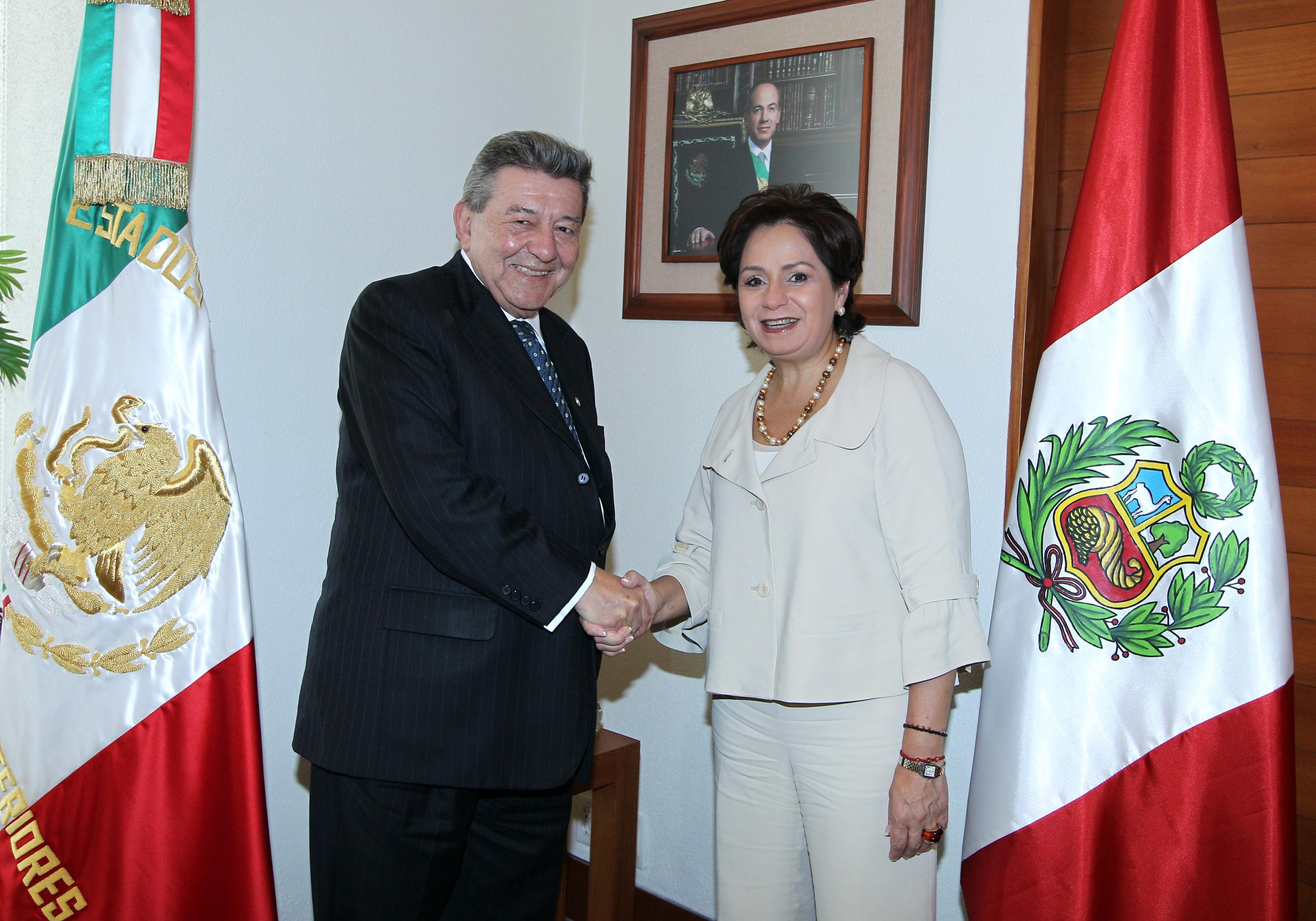
El canciller peruano Rafael Roncagliolo y la canciller mexicana Patricia Espinosa en la Ciudad de México; 2012.
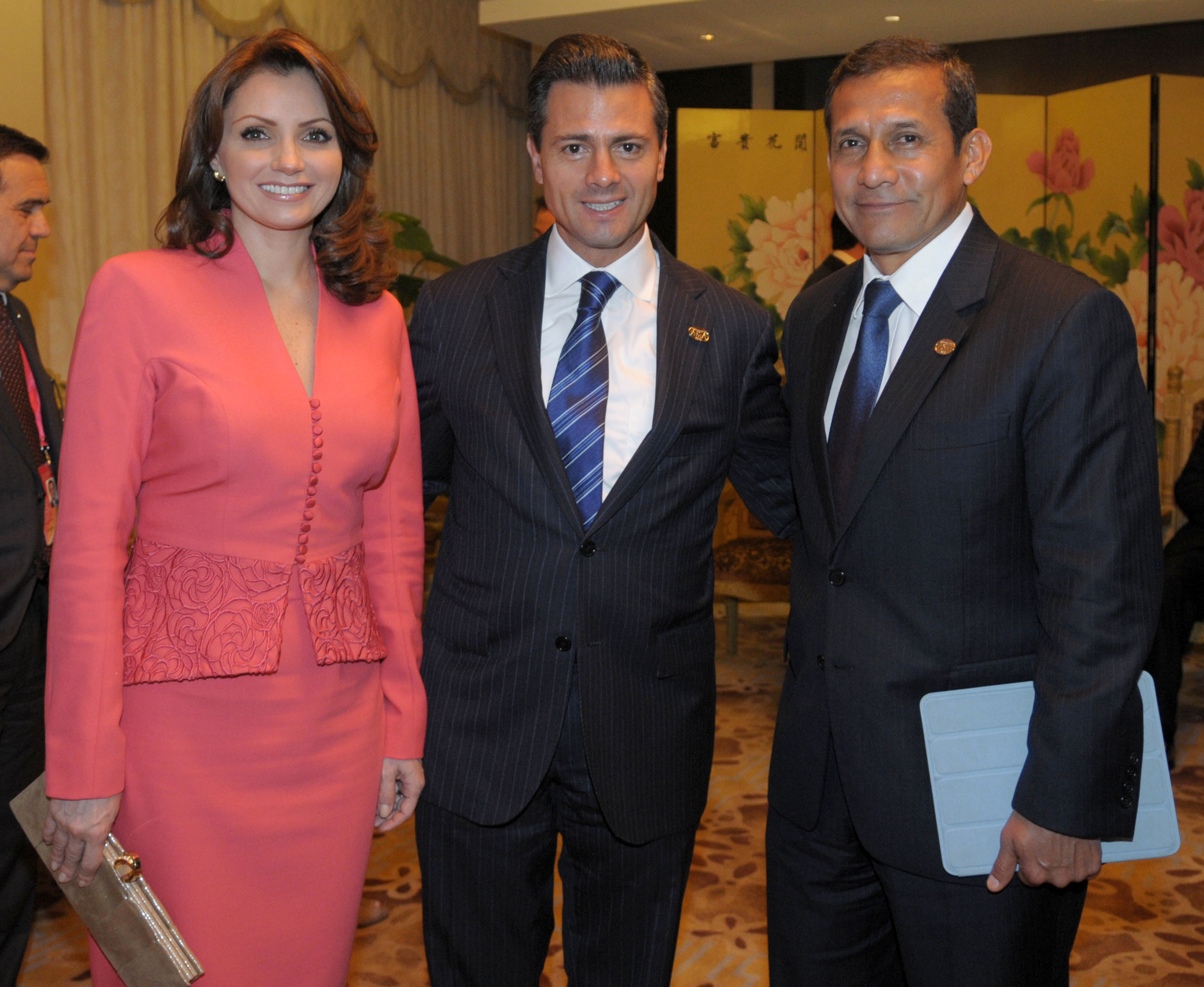
El presidente Enrique Peña Nieto junto con la Primera dama Angélica Rivera y el presidente Ollanta Humala en Tokio, Japón; 2013.
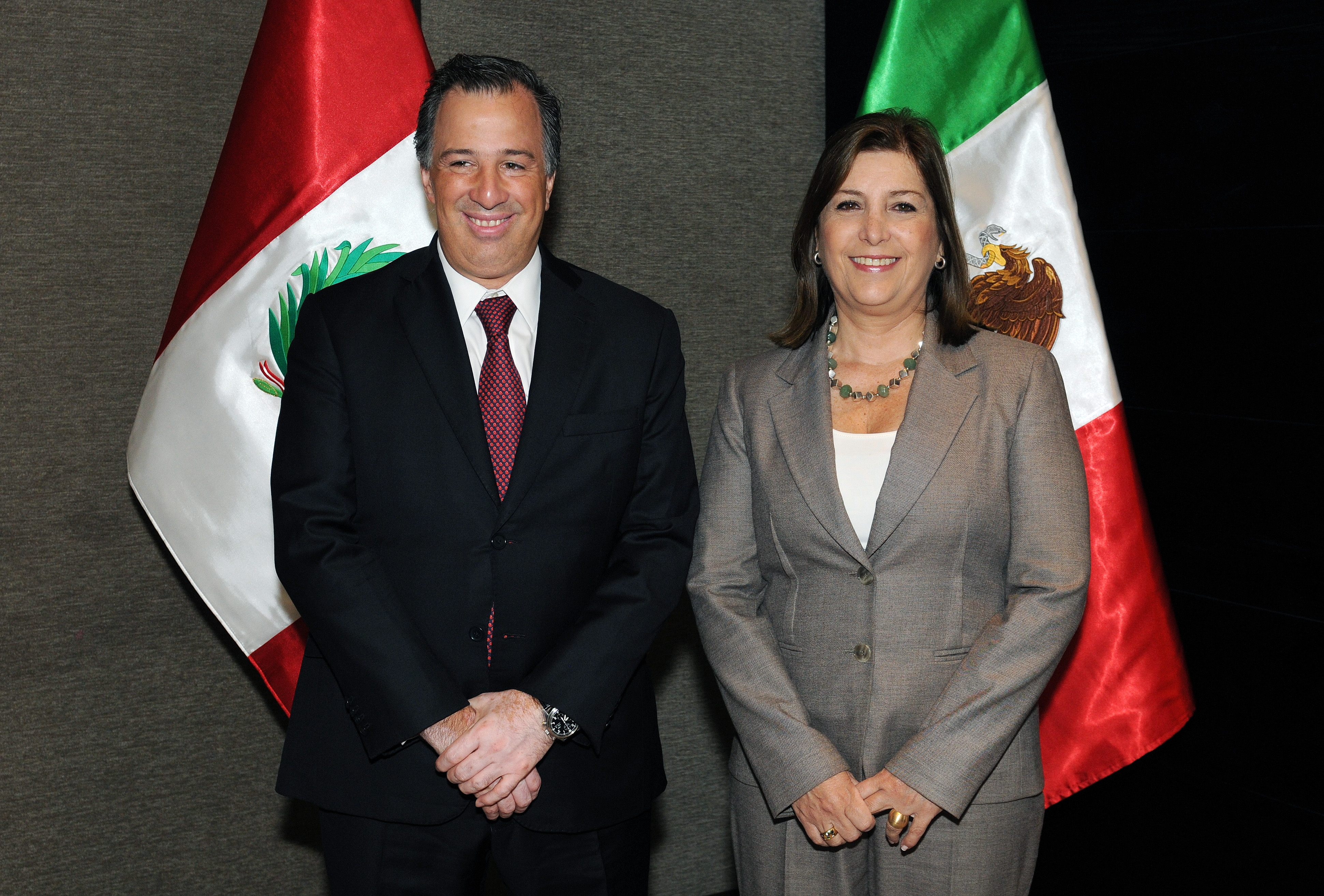
El canciller mexicano José Antonio Meade y la canciller peruana Eda Rivas en Lima; 2014.

## Acuerdos bilaterales
Ambas naciones han firmado varios acuerdos bilaterales, como un Tratado de arbitraje (1902); Acuerdo para el intercambio de bolsas diplomáticas (1919); Acuerdo de Cooperación Cultural y Educativa (1975); Acuerdo de Cooperación Turística (1987); Acuerdo sobre transporte aéreo (1989); Acuerdo de cooperación en la lucha contra el narcotráfico y la drogodependencia (1991); Acuerdo de Cooperación Técnica y Científica (1996); Tratado de Extradición (2000); Acuerdo sobre asistencia jurídica en materia penal (2000); Acuerdo de Cooperación en los Procedimientos de Sentencias Penales (2002); Acuerdo para la protección, conservación, recuperación y devolución de bienes arqueológicos, artísticos, históricos y culturales robados (2002); Acuerdo de Integración Comercial (2011); Acuerdo para evitar la doble imposición y prevenir la evasión fiscal en relación con los impuestos sobre la renta (2011) y un Acuerdo de Asociación Estratégica (2014).

## Transporte
Hay vuelos directos entre ambas naciones con las siguientes aerolíneas: Aeroméxico, LATAM Perú, Sky Airline Perú y Volaris

## Relaciones Comerciales
En abril de 2011, México y Perú firmaron un Acuerdo de Integración Comercial que entró en vigencia el 1 de febrero de 2012. En 2023, el comercio entre México y Perú ascendió a $2.7 mil millones de dólares. Las principales exportaciones de México a Perú incluyen: televisores de pantalla plana; tractores para semirremolques; champús barras corrugadas; minerales de plata; electrónica y automóviles. Las principales exportaciones del Perú a México incluyen: gas natural; minerales del cobre; tomate; calamares cajas, cajas y jaulas; minerales de plomo; chiles dulces o pimientos; mesas, tablones y vigas.
Varias compañías multinacionales mexicanas como América Móvil, Cinépolis, FEMSA, Grupo Bimbo, Grupo México, Grupo Salinas, Orbia, Oxxo y Sigma Alimentos (entre otras) operan en Perú. La empresa multinacional peruana Ajegroup (Kola Real) opera en México. En 2022, empresas mexicanas invirtieron US$16 mil millones en Perú. México es el tercer socio comercial del Perú en América Latina (después de Brasil y Chile).

## Misiones diplomáticas residentes
- México tiene una embajada en Lima.[22]
- Perú tiene una embajada y consulado-general en la Ciudad de México.[23]

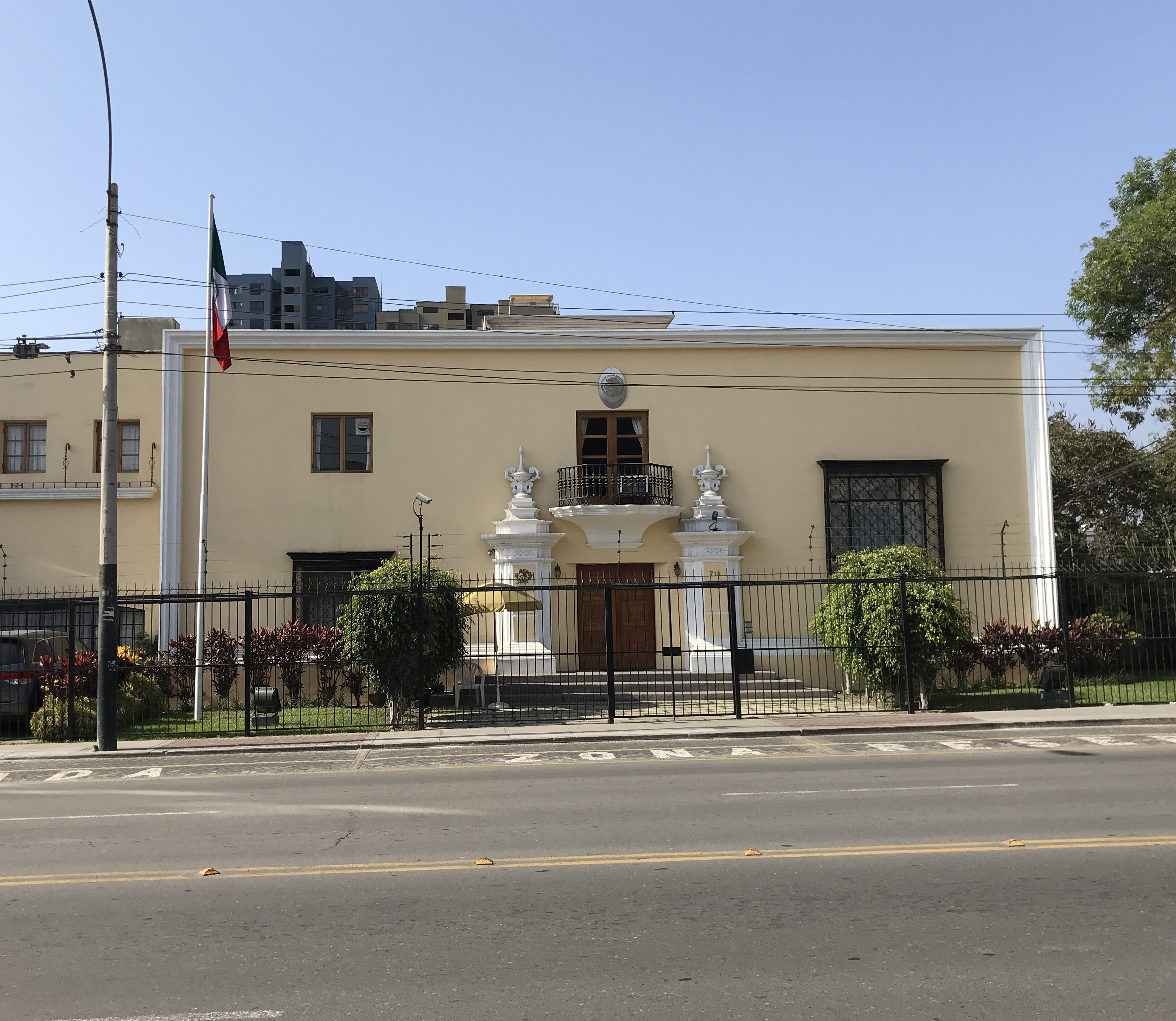
Embajada de México en Lima
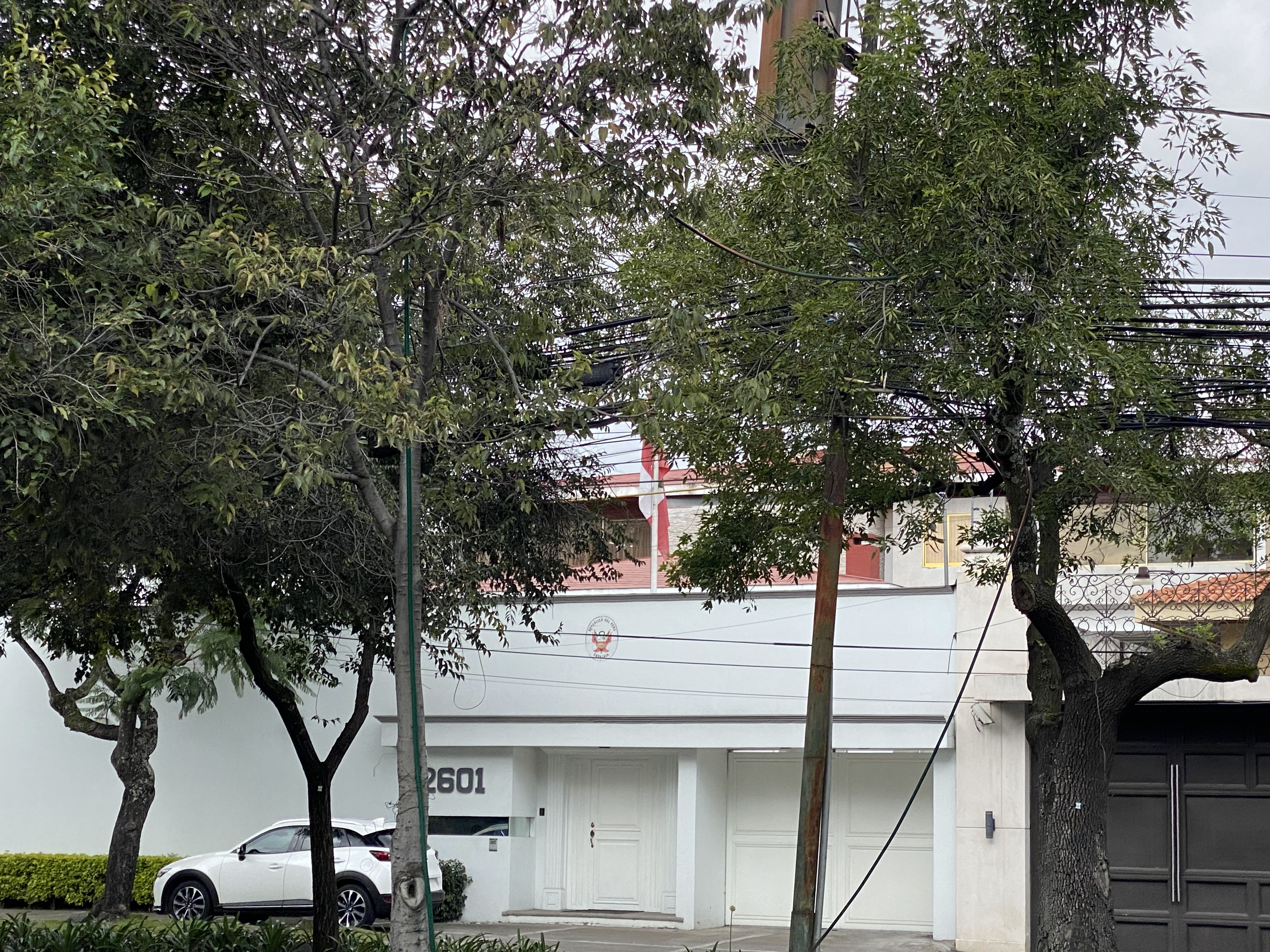
Embajada del Perú en la Ciudad de México